# Искра (Урюпинский район)
Искра — посёлок сельского типа в Урюпинском районе Волгоградской области России. Административный центр Искринского сельского поселения.
Население — 970 (2010)

## География
Посёлок находится в степной местности на западе Урюпинского района, в пределах Калачской возвышенности, являющейся частью Восточно-Европейской равнины в 200—250 км к югу от среднего значения климато- и ветро- разделяющей оси Воейкова. Рельеф местности холмисто-равнинный. Центр посёлка расположен на высоте около 230 метров над уровнем моря. В районе посёлка проходит водораздел бассейнов рек Подгорная и Манина. В районе посёлка к югу и северу от линии водораздела отходят глубокие балки (Бык, Колесникова, Ивановская и другие). Почвы — чернозёмы обыкновенные.
Ближайшие населённые пункты: в 2 км к северо-западу от посёлка расположен хутор Колесники, в 3,8 км к юго-востоку — хутор Успенка (Нехаевский район), в 3,7 к западу — хутор Нагольный (Воронежская область).

### Климат
Климат умеренный континентальный (согласно классификации климатов Кёппена — Dfb). Многолетняя норма осадков — 503 мм. В течение города количество выпадающих атмосферных осадков распределяется относительно равномерно: наибольшее количество осадков выпадает в мае и июне — 52 мм, наименьшее в марте — 28 мм. Среднегодовая температура положительная и составляет + 6,2 °С, средняя температура самого холодного месяца января −9,4 °С, самого жаркого месяца июля +20,8 °С.

## История
В XIX веке земли современного посёлка Искра принадлежали купцу М. Т. Щукину. В период коллективизации на территории бывших владений М. Т. Щукина организуется новое коллективное хозяйство. 24 декабря 1930 года в СССР отмечали тридцатилетие выхода в свет первого номера ленинской газеты «Искра». В честь юбилея новое хозяйство получило название — зерносовхоз «Искра». Уже в 1931 году были построены новые жилые дома, появились автотракторная мастерская, контора, столовая, магазин, клуб, отделение связи. В 1932 году построены первый двухэтажный дом и семилетняя школа.
С 1928 года — в составе Урюпинского района Хопёрского округа (упразднён в 1930 году) Нижне-Волжского края (с 1934 года — Сталинградского края). Постановлением президиума Сталинградского крайисполкома от 01 ноября 1934 года № 3055 организован поселковый совет в совхозе «Искра»
В 1935 году Искринский поссовет передан в состав Добринского района Сталинградского края (с 1936 года Сталинградской области, с 1954 по 1957 год район входил в состав Балашовской области). В 1957 году посёлок электрифицирован. В 1963 году в связи с упразднением Добринского района посёлок Искра вновь включен в состав Урюпинского района.
В 1991 году совхоз стал акционерным обществом «Искра».

## Население
Динамика численности населения по годам:
| 1989 | 2002 |
| ---- | ---- |
| ≈950 | 988  |

| 2010 |
| ---- |
| 970  |

## Инфраструктура
Основа экономики — сельское хозяйство .

## Транспорт
Близ посёлка проходит автодорога, связывающая город Урюпинск и село Воробьёвка (Воронежская область). По автомобильным дорогам расстояние до областного центра города Волгоград составляет 380 км, до районного центра города Урюпинск — 60 км.